# CS Măgura Cisnădie
CS Măgura Cisnădie er en rumænsk kvindehåndboldklub fra byen Cisnădie i Rumænien. Klubben holder til i Polyvalent Hall.

## Spillertruppen 2019-20
| Målvogtere - 16 Elena Voicu - 85 Mirela Pașca - 89 Cristina Popovici Fløjspillere LW - 08 Denisa Iuga - 09 Ana Maria Tănasie - 19 Diana Predoi RW - 04 Mădălina Predoi - 07 Mălina Petrescu - 23 Dijana Ujkić Stregspillere - 18 Cristina Nan - 25 Cynthia Tomescu | Bagspillere LB - 10 Adriana Crăciun - 11 Andreea Stângă - 27 Natalja Vinjukova CB - 24 Tamara Smbatian - 80 Roxana Gatzel - 26 Mihaela Ani-Senocico RB - 14 Ada Moldovan - 77 Valentina Panici |